# Álvaro García Trujillo
Álvaro García Trujillo (Bogotá, 21 de marzo de 1960) es un actor colombiano, reconocido por su participación en series de televisión como Narcos, Niche y Sin senos no hay paraíso y en las películas Pasos de héroe y Loving Pablo.

## Carrera
Uno de los primeros papeles de García en la televisión colombiana ocurrió en la serie Oro de 1996. En la década de 1990 participó en otras producciones para televisión como Tierra de nadie y El amor es más fuerte. En la década de 2000 registró apariciones en producciones cinematográficas como La toma de la embajada, Satanás, Los niños invisibles y Los actores del conflicto, además de integrar el elenco de telenovelas como La mujer en el espejo, Rauzán y Sin senos no hay paraíso.
En 2016 interpretó el papel de Lucio en la película de Henry Rincón Pasos de héroe. Un año después encarnó al expresidente colombiano Alfonso López Michelsen en Loving Pablo y al general Diego Vargas en la serie de Netflix Narcos.

## Filmografía

### Televisión
- Goles en contra (2022) — Senador[3]
- Las Villamizar (2022) — Marcelo Alejandro Pinzón
- Pálpito (2022) — Dr. Montejo[4]
- Pasión de gavilanes 2 (2022) — Profesor Genaro Carreño[5]
- Hombres de Dios (2021) — Padre Bruno[6]
- El robo del siglo[7] (2020) — Kike 'la Gente'
- La Nocturna 2  (2020) — Capitán Ramiro
- Más allá del tiempo (2019) — Rafael Uribe Uribe
- Enfermeras (2019) — Fragna
- Las muñecas de la mafia 2 (2019) — Detective Pinzón
- Bolívar (2019) — Domingo Aispuru
- Maria Magdalena (2018-2019) — Jose de Arimatea
- El buen verdugo (2018) — Ortega
- Narcos (2017) — General Diego Vargas Silva
- Polvo carnavalero (2017) — Residente del edificio La Abadía de los Santos
- Antes de la fiesta[8] (2017) — Ramiro Domínguez
- Niche (2014) — Germán Navarrete 'Fosforito'
- Palabra de ladrón (2014) — Eusebio Aguilar
- La hipocondríaca (2013)
- ¿Dónde carajos está Umaña? (2012-2013) — Vladimir Pérez
- Kdabra (2012) — Miguel
- El laberinto (2012) — Garavito
- Confidencial (2011) — Arturo Miranda
- Niños ricos, pobres padres (2009) — Thomas Donelly
- Sin senos no hay paraíso (2008-2009) — Bonifacio
- Niños ricos, pobres padres (2007-2008) — Thomas Donelly
- La traición (2008) — Aníbal Manrique
- Zorro: La espada y la rosa (2007) — Pirata
- La mujer en el espejo (2004-2005) — Navarro
- Pasión de Gavilanes (2003-2004) — Dr. Linares (doctor de Eduvina Trueba)
- Siete Veces Amada (2002) — Padre Coronel
- Pandillas Guerra y Paz (2001-2002) — Mayor Solano
- Rauzán (2000-2001) — Guillermo Zorrilla
- El amor es más fuerte (1988) — Julian
- Tierra de nadie (1988) —
- Oro (1996) —
- Los tuta (1993)

### Cine
- Loving Pablo (2017) — Alfonso López Michelsen
- Caramelo (corto) (2016) — Caramelo
- Pasos de héroe (2016) — Lucio
- Cinco de mayo: La batalla (2013)
- La milagrosa (2008) — El gringo
- Los actores del conflicto (2008) — Tato
- Satanás (2007) — Tendero
- Calla para siempre (corto) (2004)
- Dí algo (corto) (2003) — Guardia de seguridad
- Los niños invisibles (2001) — Gonzalo
- La toma de la embajada (2000)